# Jennifer Kent

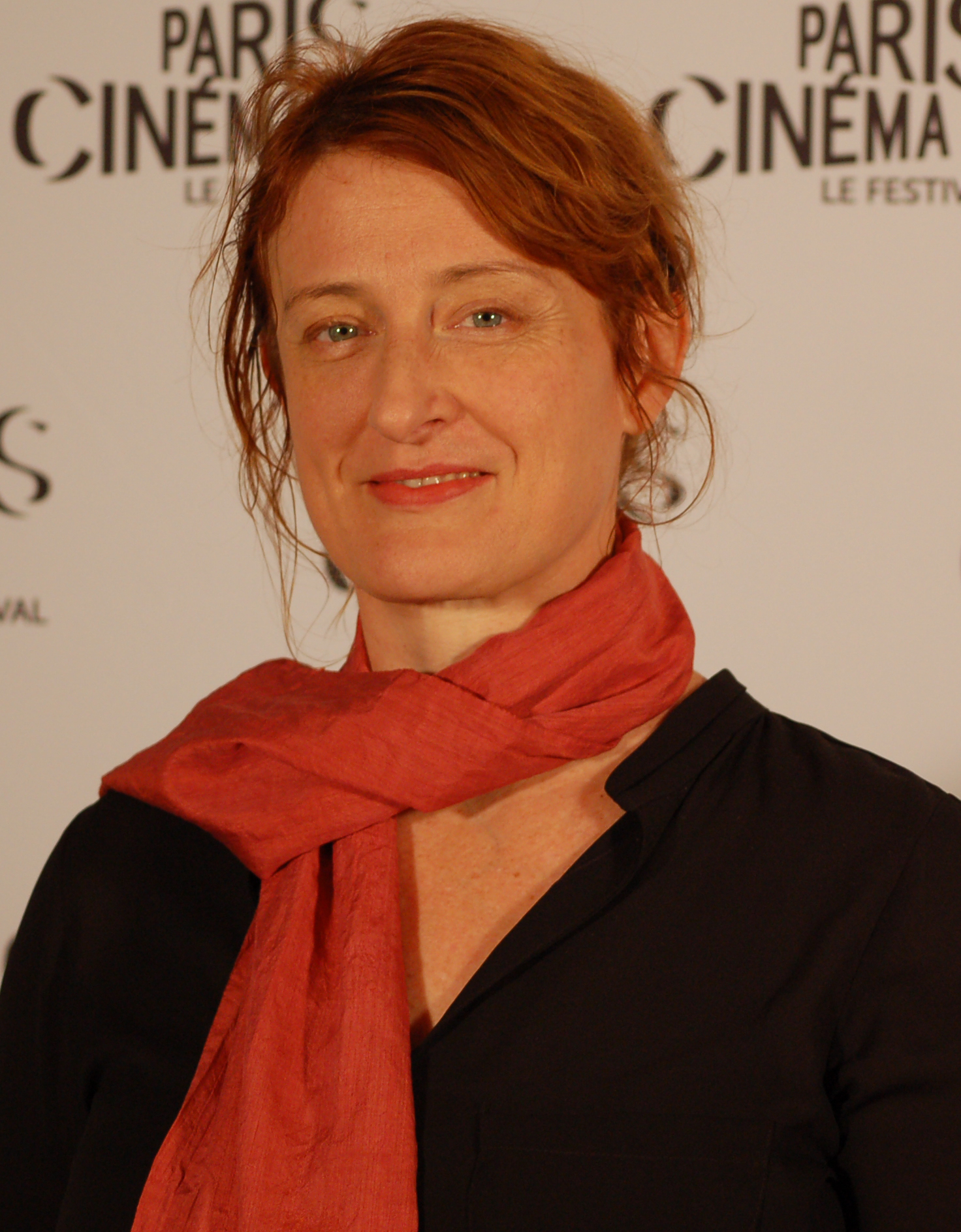
Jennifer Kent, Paris Cinéma, 2014

Jennifer Kent (* 1969 in Brisbane, Queensland) ist eine australische Filmregisseurin, Drehbuchautorin und ehemalige Schauspielerin.

## Leben

### Werdegang als Schauspielerin
Kent, geboren und aufgewachsen in Brisbane, begann eine Ausbildung am National Institute of Dramatic Art, die sie 1991 abschloss. Als Schauspielerin verkörperte sie von 1997 bis 2000 in 31 Episoden Dee Suzeraine in der australischen Krimiserie In Sachen Mord. Weitere Rollen hatte sie in den australischen Serien All Saints, Police Rescue – Gefährlicher Einsatz und Above the Law. 1998 spielte sie in dem australisch-amerikanischen Spielfilm Schweinchen Babe in der großen Stadt eine Nebenrolle. Seit 2002 unterrichtet Kent an der Australian Film Television and Radio School.

### Werdegang als Regisseurin
Beeinflusst durch die Arbeiten Lars von Triers wollte sich Kent der Regiearbeit zuwenden und bat diesen darum, ihm assistieren zu dürfen. Trier stimmte zu und so konnte sie 2002 an Dogville mitwirken. 2006 führte sie Regie bei einer Folge der australischen Fernsehserie Two Twisted und veröffentlichte 2005 den Kurzfilm Monster. 2014 folgte ihr erster Spielfilm, Der Babadook, der weltweit auf positive Kritiken stieß. Für diesen erhielt Kent zahlreiche Auszeichnungen, darunter zwei AACTA Awards für die beste Regie und das beste Drehbuch. Bei den Internationalen Filmfestspielen von Venedig beteiligte sie sich 2018 als einzige Regisseurin mit ihrem zweiten Film, dem historischen Rache-Thriller The Nightingale – Schrei nach Rache.

## Filmografie
Schauspielerin
- 1996: Police Rescue – Gefährlicher Einsatz (Police Rescue, Fernsehserie, 2 Episoden)
- 1997–1998: In Sachen Mord (Murder Call, Fernsehserie, 31 Episoden)
- 1998: Schweinchen Babe in der großen Stadt (Babe: Pig in the City)
- 2001–2003: All Saints (Fernsehserie, 3 Episoden)

Regisseurin
- 2002: Dogville (Regieassistenz)
- 2005: Monster (Kurzfilm)
- 2014: Der Babadook (The Babadook)
- 2018: The Nightingale – Schrei nach Rache (The Nightingale)
- 2022: Guillermo del Toro’s Cabinet of Curiosities (Fernsehserie, Episode 1x08)

Drehbuchautorin
- 2005: Monster (Kurzfilm)
- 2014: Der Babadook (The Babadook)
- 2018: The Nightingale – Schrei nach Rache (The Nightingale)

## Auszeichnungen (Auswahl)
- 2014: New York Film Critics Circle Award – Beste Debütarbeit
- 2014: Detroit Film Critics Society Award – Beste Debütarbeit
- 2015: AACTA Award – Beste Regie
- 2015: AACTA Award – Bestes Drehbuch